# Bill Morrison (director)
Bill Morrison (nascut el 17 de novembre de 1965) és un cineasta i artista estatunidenc, amb seu a la ciutat de Nova York. Les seves pel·lícules sovint combinen material d'arxiu rar ambientat amb música contemporània i s'han projectat a teatres, cinemes, museus, galeries i sales de concerts d'arreu del món.

## Primers anys i carrera professional
Morrison va néixer a Chicago, Illinois. Va assistir al Reed College de 1983 a 1985, i es va graduar amb un BFA a la Cooper Union School of Art el 1989.
Va rebre la citació del President de Cooper Union el 2016.
Morrison va tenir una retrospectiva a mitjan carrera al Museum of Modern Art de Nova York, d'octubre de 2014 a març de 2015. És membre de la John Simon Guggenheim Memorial Foundation, i va rebre l'Alpert Awards in the Arts, una beca de la National Endowment for the Arts, Creative Capital, i el premi Foundation for Contemporary Arts Grants to Artists  (2003).
El seu disseny de projecció teatral amb el Ridge Theatre ha estat reconegut amb dos Premis Bessies, i un Premi Obie.
Morrison ha col·laborat amb alguns dels compositors i intèrprets més influents, com ara John Adams, Gavin Bryars, Bill Frisell, Philip Glass, Michael Gordon, Henryk Górecki, Jóhann Jóhannsson, Kronos Quartet, David Lang, Steve Reich, Michael Harrison, Maya Beiser, Julia Wolfe i Michael Montes entre molts altres. Morrison ha actuat ocasionalment en pel·lícules d'altres directors, especialment a Mutual Appreciation i la seva quasi-seqüela Peoples House.

## Reconeixements
Decasia (2002), la seva col·laboració de llargmetratge amb el compositor Michael Gordon, va ser seleccionada per la Biblioteca del Congrés dels Estats Units al seu National Film Registry el 2013, convertint-se en la primera pel·lícula del segle XXI seleccionada a la llista. Ha estat aclamat per J. Hoberman com "la pel·lícula d'avantguarda estatunidenca més elogiada del fin de siècle." El director Errol Morris hauria comentat mentre mirava Decasia que "Aquesta pot ser la millor pel·lícula mai feta". La pel·lícula va ser originalment encarregada per la Basel Sinfonietta per ser projectada a tres pantalles que envolten el públic, darrere de les quals 55 músics van interpretar la partitura de Michael Gordon.
El 2011, Spark of Being, una col·laboració amb el compositor i trompetista Dave Douglas, va guanyar el premi Douglas Edwards Experimental/Independent Film/Video Award als Premis de l'Associació de Crítics de Cinema de Los Angeles de 2011.
El 2014, The Great Flood, una col·laboració amb el compositor i guitarrista Bill Frisell, va rebre el premi a l'enginy històric de la revista Smithsonian per a la beca d’Història.
El 2016 Morrison va presentar l'estrena mundial de Dawson City: Frozen Time a la secció Orizzonti de la 73a Mostra Internacional de Cinema de Venècia,  i l'estrena estatunidenca al 54è Festival de Cinema de Nova York. El 2017, la pel·lícula fou llançada per Kino Lorber, i va ser nomenat millor documental del 2017 per la Societat de Crítics de Cinema de Boston, fou premiada als Premis de la Crítica Cinematogràfica al documental més innovador, un premi de reconeixement creatiu de l'International Documentary Association (IDA) a la millor edició, i va ser inclòs a més de 100 llistes de crítics de les millors pel·lícules del 2017 i més tard es va incloure com a una de les millors pel·lícules de la dècada (década de 2010) per Associated Press, Los Angeles Times, Vanity Fair, entre d'altres. El 2019 es va publicar en DVD i Blu-ray al Regne Unit per Second Run DVD.
L'any 2023, la pel·lícula de Morrison Incident (30', 2023) va guanyar el premi al millor curt documental de l'any 2023 de l'International Documentary Association i el premi al millor curtmetratge a la primera edició del UnArchive Found Footage Festival a Roma.
Les obres col·leccionades de Morrison fins al 2014 es van publicar com una caixa de 5 discos d'Icarus Films el setembre de 2014, i un Caixa Blu-ray de 3 discs del British Film Institute el maig de 2015. El 2023 Re-Voir Videova llançar una pel·lícula blu de 15 -ray conjunt de l'obra de Morrison titulada "Footprints".
Els crítics han comentat les dimensions històriques de les obres de Morrison. Escrivint sobre Dawson City: Frozen Time (2016) a The New York Review of Books, Deborah Eisenberg va assenyalar: "És punyent presenciar el material plegable de la història tal com s'està fent i, alhora, què ha significat aquesta història i què ha estat." I a Los Angeles Review of Books, Seth Fein va observar que The Village Detective: A Song Cycle (2021) "aclara com el temps mateix ha estat la preocupació en evolució de les obres de Morrison i, en conseqüència, la seva contribució més significativa, no sols a la història del cinema sinó a la pràctica de la història."

## Filmografia com a director
- Incident (2023)[36]
- Her Violet Kiss (2021)[37]
- let me come in (2021)[38]
- Buried News (2021)[39]
- The Village Detective: A Song Cycle (2021)[40]
- Curly's Thanksgiving (2020)
- Cinematograph (2018)
- Electricity (2018)[41]
- The Unchanging Sea (2018)[42]
- The Letter (2018)
- Weaving (2018)
- Dawson City: Postscript (2017)[43]
- Dawson City: Frozen Time (2016)[44]
- Little Orphant Annie (2016)
- The Dockworker's Dream (2016)[45]
- Back to the Soil (2014)
- Beyond Zero: 1914-1918 (2014)[46]
- The Great Flood (2013)[47]
- All Vows (2013)
- Re:Awakenings (2013)
- Just Ancient Loops (2012)
- Tributes - Pulse (2011)
- The Miners' Hymns (2011)[48]
- Spark of Being (2010)[49]
- Release (2010)
- Dystopia (2008)
- Fuel (2007)
- Who By Water (2007)
- The Highwater Trilogy (2006)
- How To Pray (2006)
- Outerborough (2005)
- Gotham (2004)
- Light is Calling (2004)[50][51]
- The Mesmerist (2003)
- East River (2003)
- Decasia (2002)[52]
- Trinity (2000)
- Ghost Trip (2000)
- City Walk (1999)
- The Film of Her (1996)[53]
- Nemo (1995)
- The World Is Round (1994)
- The Death Train (1993)
- Footprints (1992)
- Photo Op (1992)
- Lost Avenues (1991)
- Night Highway (1990)